# Wyrywacz kafarowy
Wyrywacz kafarowy – grupa urządzeń stosowana w pracach palowych przy wyciąganiu rur obsadowych lub grodzic. Urządzenia te działają na podobnej zasadzie co młoty kafarowe z tym, że energia uderzenia działa na cięgno wyrywające.